# 인 더 파크
인 더 파크(In The Park)는 미국에서 제작된 찰리 채플린 감독의 1915년 영화이다. 찰리 채플린 등이 주연으로 출연하였고 제시 T. 로빈스 등이 제작에 참여하였다.

## 출연

### 주연
- 찰리 채플린
- 에드나 펄비안스

### 조연
- 레오 화이트
- 마지 라이거
- 버드 제이미슨
- 빌리 암스트롱
- 로이드 베이컨
- 어니스트 반 펠트